# تپه چشمه شامد ۱
تپه چشمه شامد ۱ مربوط به عصر آهن - دوره اشکانیان است و در شهرستان ازنا، بخش جاپلق، دهستان چابلق شرقی، ۱/۳ کیلومتری جنوب روستای مداواد واقع شده و این اثر در تاریخ ۲۲ آبان ۱۳۸۶ با شمارهٔ ثبت ۲۰۰۸۲ به‌عنوان یکی از آثار ملی ایران به ثبت رسیده است.